# Trbuhovica
Trbuhovica je ponikalni potok, ki izvira južno od hrvaške vasi Prezid, nedaleč od hrvaško-slovenske meje. Nima večjih pritokov. V smeri proti severu teče po Prezidskem polju, vendar ponikne še preden doseže Babno polje. Doseže ga le še ob visokih poplavah. Na Loškem polju ponovno pride na dan v izvirih Obrha.

## Izvir Trbuhovice
Izvirov je več, najslikovitejši je na Hrvaškem in deluje le, ko so vode višje. Dostop do izvira preprečuje železna rešetka.